# Podleský mlýn
Podleský mlýn (Podlesek) je zaniklý vodní mlýn v Praze 10 – Dubči v místní části Dubeček, který stál na Říčanském potoce pod hrází Podleského rybníka v jeho severní části. Byl zbořen a na jeho místě postavena novostavba s areálem pro chov zvěře. Dochovala se pouze samostatně stojící stodola.

## Historie
Počátkem 16. století se v místech mezi Uhříněvsí, Dubčí a Měcholupy rozkládala rybniční soustava o padesáti větších i menších rybnících. Všechny až na Podleský rybník byly zrušeny a vypuštěny.
Vodní mlýn byl pravděpodobně starší a pocházel ze středověku. Byl svobodný, ale voda náležela knížecí vrchnosti a mlynář byl povinen ročně odvádět 12 zlatých a 10 krejcarů úroku vrchnosti a z každé krávy 3 libry másla uhříněveskému faráři. V 18. století k mlýnu náleželo 26 jiter polí a 6 jiter zahrad.
V roce 1930 jej vlastnil Školní zemědělský závod Uhříněves a ve mlýně se pouze šrotovalo. Za druhé světové války byl provoz zastaven, po jejím skončení se provoz obnovil a mlýn pracoval ještě v 50. letech 20. století. Roku 2013 byl zbořen a nahrazen novostavbou.

## Popis
Zděné jednopatrové obytné stavení mlýna a přiléhlá mlýnice tvořily východní stranu dvora, který byl ze severu a jihu uzavřen nižšími volně stojícími hospodářskými budovami. Samostatná stodola stála západně od areálu a jediná se dochovala. Je datována rokem „1843“ a označením „Ponec mlynář podleský 1849“.
Z rybníka vedla voda přes stavidlo náhonem na mlýnské kolo. V roce 1930 měl mlýn jednu Francisovu turbínu, hltnost 0,19 m³/s, spád 5,3 metru a výkon 10 HP.